# 융릉관리소
융릉관리소(隆陵管理所)는 사적 제206호로 지정된 융건릉을 보호·관리하기 위해 설립된 대한민국 문화재청 소속기관으로 융릉관리소장(6급)은 행정주사ㆍ임업주사 또는 시설주사로 보한다. 경기도 화성시 효행로 481번길 21에 위치하고 있다. 세계유산의 효율적인 관리를 위해 2012년 9월 12일 조선왕릉관리소 소속 지구관리소로 통합되면서 폐지되었다.

## 주요 업무
- 사적 제206호(융릉. 건릉)의 문화재 보호
- 문화재 시설물 관리
- 수목 및 산림보호 관리
- 관람에 관한 사항

## 같이 보기
- 융릉